# ケビン・マクガリティー
ケビン・マクガリティー（Kevin McGarrity 1973年8月3日 - ）は、北アイルランド・ベルファスト出身のレーシングドライバー。

## 経歴
イギリス・フォーミュラ・フォードでシリーズ2位となった後、1995年にフォーミュラ・フォード・フェスティバルで優勝した。この活躍により彼はオートスポーツ・BRDC賞にノミネートされたが、これは北アイルランドの仲間のドライバーであるジョニー・ケインが受賞した。1996年はフォーミュラ・オペルに参戦し、1997年にイギリス・フォーミュラ3選手権へとステップアップするとランキング10位となった。
1998年、F1直下のカテゴリーである国際F3000にステップアップ。1999年にノルディック・レーシングでフル参戦し、イモラの開幕戦で2位表彰台を獲得。ポイント獲得はこの一回であったが、同年ランキング10位となる。2000年もノルディックに残留し、チームメイトはジャスティン・ウィルソンとなった。この年の最高成績はモナコでの4位入賞で、ドライバーランキングは20位で終えた。フォーミュラへの参戦はこの年をもって最後となった。
2001年からはスポーツカーレースに参戦。MGファクトリーチームに入り、2001年のル・マン24時間レースに参戦したが、完走できなかった。2002年のル・マン24時間レースでも同じ車を運転したが、結果は同じであった。2004年にはチーム・ナサマックスのバイオエタノールを動力源とするレイナード・ジャッドをドライブし、17位となった。
2006年はヨーロピアン・ル・マン・シリーズにスポット参戦。その後、マクラーレンの新しいロードカー・プロジェクト「MP4-12C」の開発開始時からフルタイムのテスト・ドライバーとしてマクラーレン・オートモーティブに入社した。

## レース戦績

### ル・マン24時間レース
| 年     | チーム                                            | コ・ドライバー                              | 車両                         | クラス | 周回 | 総合順位 | クラス順位 |
| ------ | ------------------------------------------------- | ------------------------------------------- | ---------------------------- | ------ | ---- | -------- | ---------- |
| 2001年 | MG スポーツ&レーシング Ltd.                       | ジュリアン・ベイリー マーク・ブランデル     | MG-ローラ・EX257             | LMP675 | 92   | DNF      | DNF        |
| 2002年 | MG スポーツ&レーシング Ltd.                       | ジュリアン・ベイリー マーク・ブランデル     | MG-ローラ・EX257             | LMP675 | 219  | DNF      | DNF        |
| 2004年 | チーム・ナサマックス マクネイル・エンジニアリング | ロブビエ・ストリング ワーナー・ルプバーガー | ナサマックス・DM139-ジャッド | LMP1   | 316  | 17位     | 7位        |

### 国際F3000選手権
| 年     | エントラント                     | 1       | 2       | 3       | 4       | 5       | 6       | 7       | 8      | 9       | 10      | 11  | 12  | 順位 | ポイント |
| ------ | -------------------------------- | ------- | ------- | ------- | ------- | ------- | ------- | ------- | ------ | ------- | ------- | --- | --- | ---- | -------- |
| 1998年 | レースプレップ・モータースポーツ | OSC DNQ | IMO 14  | CAT 27  | SIL Ret | MON DNQ | PAU     |         |        |         |         |     |     | 16位 | 3        |
| 1998年 | ノルディック・レーシング         |         |         |         |         |         |         | A1R Ret | HOC 4  | HUN Ret | SPA     | PER | NÜR | 16位 | 3        |
| 1999年 | ノルディック・レーシング         | IMO 2   | MON DNQ | CAT 9   | MAG Ret | SIL 23  | A1R DNQ | HOC 15  | HUN 10 | SPA Ret | NÜR 7   |     |     | 11位 | 6        |
| 2000年 | ノルディック・レーシング         | IMO 15  | SIL Ret | CAT Ret | NÜR Ret | MON 4   | MAG 15  | A1R DNQ | HOC 11 | HUN Ret | SPA DNQ |     |     | 21位 | 3        |